# 김의열
김의열(2000년 4월 22일 ~)은 대한민국의 전직 카트라이더 프로게이머로 아이디는 Lens를 사용했다.

## 선수 시절
2021년 3월, Challenger 소속으로 활동하면서 커리어를 시작했다. 2021-1시즌 팀전 8위를 기록했다.
2021년 6월 4일, 튜브플 게이밍에 입단했다. 2021-2시즌 팀전 8위를 기록했다. 이후 팀에서 퇴단했다.
2021년 10월 1일, 팀 GP에 입단했다. 2021수퍼컵 팀전 예선 탈락를 기록했다. 이후 팀에서 퇴단했다.
2023년 3월, Planet 소속으로 활동한다. 프리시즌1 팀전 5위를 기록했다.
2023년 8월 7일, 성남 ROX에 입단했다. 2023시즌 팀전 4위를 기록했다. 이후 팀이 해체되었다.

## 소속팀
| # | 팀명          | 소속 기간                 | 소속 리그 | 비고 |
| - | ------------- | ------------------------- | --------- | ---- |
| 1 | Challenger    | 2021                      | KRL       |      |
| 2 | 튜브플 게이밍 | 2021.06.04. ~ 2021.10.01. | KRL       |      |
| 3 | 팀 GP         | 2021.10.01. ~ 2021.10.24. | KRL       |      |
| 4 | Planet        | 2023.03.26. ~ 2023.06.04. | KDL       |      |
| 5 | 성남 ROX      | 2023.08.07. ~ 2023.12.09. | KDL       |      |